# Басів Кут (зупинний пункт)
Ба́сів Кут — пасажирський залізничний зупинний пункт Рівненської дирекції Львівської залізниці.
Розташований на півдні Рівного Рівненського району Рівненської області. Фактично розташована в межах Рівненського району, проте обслуговує однойменну місцевість Рівного. Платформа розташована на лінії Здолбунів — Ковель між станціями Рівне (3,5 км) та Здолбунів (8,5 км).
Станом на вересень 2017 р. на платформі зупиняються приміські поїзди.